# Cotonificio Albini
Cotonificio Albini S.p.A. è un'azienda italiana con sede ad Albino (provincia di Bergamo) che opera dal 1876 nel settore tessile, producendo tessuti per camiceria di alta gamma.

## Storia
L'azienda Cotonificio Albini viene fondata nel 1876 da Zaffiro Borgomanero a Desenzano al Serio, con l'obiettivo di produrre tessuti per camiceria. Dopo otto anni di attività riceve il primo riconoscimento che attesta la qualità dei tessuti prodotti, con la medaglia di bronzo nel corso dell'Esposizione Generale Italiana a Torino. L'azienda viene ereditata da Giovanni Albini, tra i fondatori dell'Unione Industriali di Bergamo, che prosegue nell'opera di incremento dell'attività: nel 1890 si contano 107 telai e 90 operai.
La tessitura di Desenzano, divenuta nel 1919 Società Dr. Silvio Albini & C., si rafforza grazie a nuove forme di organizzazione e all'introduzione dei telai semi-automatici. Nel dopoguerra la produzione di tessuti cresce ulteriormente e aumenta anche la richiesta di manodopera.
Dal 1968 l'aziende è gestita dalla quarta generazione con Giancarlo, Marino, Piero e Gianni Albini. Negli anni ottanta, con l'avvento di Silvio Albini (quinta generazione), coadiuvato dai fratelli Stefano e Andrea e dal cugino Fabio, viene data una forte spinta all'internazionalizzazione. Nel 1992 vengono acquisiti due marchi inglesi, "Thomas Mason" e "David & John Anderson", congiuntamente al loro archivio storico composto da oltre 600 volumi di inestimabile valore.
Il processo di espansione è continuato con nuovi siti produttivi e l'ingresso del marchio "Albiate 1830", acquistato nel 2000 dalla famiglia Caprotti.
Nel gennaio 2018 scompare a 61 anni per un malore Silvio Albini. Prende il suo posto il fratello Stefano e per la prima volta un manager, Leonardo Mangili, entra nel consiglio d'amministrazione dell'azienda.

## Assetto produttivo
L'assetto produttivo del Gruppo si basa su sette stabilimenti: cinque in Italia (due ad Albino tra cui la sede, uno a Brebbia, Gandino e Mottola) e due all'estero (Repubblica Ceca ed Egitto).

### Cotonificio Albini
Produce una linea di tessuti per camiceria di alta gamma. Gli articoli più caratteristici sono rappresentati dal Piumino 100/120, ricavato dal pregiato cotone egiziano Giza 87, dal Piquet 70 e dal Duke.

### Thomas Mason
Thomas Mason è stato fondato nel 1796 nel Lancashire in Inghilterra da Thomas Mason. Dal 1992 il marchio è di proprietà dell'azienda tessile Cotonificio Albini, che ne ha acquisito anche l'archivio storico.

### David & John Anderson
David & John Anderson è un marchio inglese fondato nel 1822 produttore di tessuti per camiceria, citato anche all'interno dell'opera Il rosso e il nero di Stendhal, ha sempre mantenuto la produzione ai massimi livelli qualitativi del mercato.
Le capacità tecniche sono costantemente progredite negli anni portando David & John Anderson a produrre filati nei titoli 170/2, 200/2 e 240/2.
Nel 1992 è stato ceduto dal Gruppo Courtauld al Cotonificio Albini, l'archivio di disegni e tessuti è custodito ad Albino.

### Albiate 1830
La manifattura di Albiate è stata fondata nel 1830 dalla famiglia Caprotti ed è stata acquisita nel 2000 dal Cotonificio Albini. Il tessuto caratteristico della produzione di Albiate è il denim.

## Dati economici
Nel 2017 i ricavi hanno toccato i 149,5 milioni di euro. Nel 2018 il fatturato ha raggiunto i 152 milioni di euro (+2%), il miglior esercizio degli ultimi tre anni. Utile di 2,75 milioni, Ebitda da 9,1 a 13,7 milioni.